# Lacconectus andrewesi
Lacconectus andrewesi är en skalbaggsart som beskrevs av Guignot 1952. Lacconectus andrewesi ingår i släktet Lacconectus och familjen dykare. Inga underarter finns listade i Catalogue of Life.